# Clôture algébrique
Pour les articles homonymes, voir Algébrique.
Ne doit pas être confondu avec Fermeture algébrique.
En mathématiques, une clôture algébrique d'un corps commutatif K est une extension algébrique L de K qui est algébriquement close, c'est-à-dire telle que tout polynôme de degré supérieur ou égal à un, à coefficients dans L, admet au moins une racine dans L. 
Une clôture algébrique d'un corps K peut être vue comme une extension algébrique maximale de K. En effet, il suffit de remarquer que si L est une extension algébrique de K, alors une clôture algébrique de L est également une clôture algébrique de K, donc L est contenu dans une clôture algébrique de K.
Une clôture algébrique de K est également un corps algébriquement clos minimal (pour l’inclusion) contenant K, puisque si M est un corps algébriquement clos contenant K alors, parmi les éléments de M, ceux qui sont algébriques sur K forment une clôture algébrique de K.
Une clôture algébrique d'un corps K a le même cardinal que K si K est infini ; elle est dénombrable si K est fini.
En dehors du cas où K est séparablement clos (donc algébriquement clos en caractéristique nulle), entre deux clôtures algébriques de K il n'y a pas unicité d'isomorphismes. Il vaut donc mieux éviter l’expression « la clôture algébrique » et privilégier l’article indéfini « une » (une autre façon de le voir est qu’il n’existe pas de foncteur de la catégorie des corps dans elle-même qui envoie tout corps K sur une clôture algébrique de K).
L'existence d'une clôture algébrique pour tout corps nécessite l'axiome du choix.

## Exemples
- D'après le théorème fondamental de l'algèbre,  le corps des nombres complexes est une clôture algébrique du corps des nombres réels.
- Le  corps des nombres algébriques est une clôture algébrique du corps des nombres rationnels.
- Une clôture algébrique d'un corps fini d'ordre premier p est un corps dénombrable. Pour tout entier naturel n non nul, il contient un et un seul sous-corps Fpn d'ordre pn, et il est égal à la réunion de tous ces sous-corps (ou plus savamment : leur limite inductive, avec Fpd ⊂ Fpn si d est un diviseur de n).
- Il existe des corps algébriquement clos dénombrables inclus dans le corps des nombres complexes, qui contiennent (strictement) le corps des nombres algébriques ; ce sont les clôtures algébriques des extensions transcendantes du corps des rationnels, comme celle de l'extension ℚ(π).

## Théorème deSteinitz
1. Tout corps K possède une clôture algébrique.
2. Deux clôtures algébriques de K sont toujours reliées par un isomorphisme de corps laissant invariants les éléments de K.

La démonstration peut se faire en utilisant le lemme de Zorn.
On peut aussi utiliser la méthode d'Artin basée sur le théorème d'existence d'idéaux maximaux de Krull, ou bien en donner une démonstration constructive par récurrence transfinie, en munissant l'ensemble des polynômes à coefficients dans K d'un bon ordre, et en utilisant le fait que pour tout polynôme irréductible P à coefficients dans un corps M, M(X)/(P) est un corps de rupture de P.

## Théorème d'Artin-Schreier
La clôture algébrique de ℝ est une extension finie de ℝ. On peut se demander plus généralement quels sont les corps possédant cette propriété. 
Théorème (Artin-Schreier) — Si K est un corps d'indice fini strictement plus grand que 1 dans sa clôture algébrique, alors K est un corps réel clos. En particulier, K[√–1] est algébriquement clos. 